# 阿亞娜
《阿亞娜》是一部由史蒂芬·金於2007年所著的短篇小說，當時發佈在The Paris Review雜誌上，後來於2008年收錄在短篇小說集《日落之後》內。

## 故事簡介
主角的父親患上了未期癌症，在存亡之際，一個女人帶著一個名為阿亞娜的小女孩到主角父親的家中，阿亞娜親了主角父親一下，主角父親自此不藥而癒。不久，主角發現自己擁有和阿亞娜一樣的使命，由一個陸軍裝的男人帶領執行使命。